# Naked Highway
Pour plus de détails, voir Fiche technique et Distribution.
Naked Highway est un film pornographique gay américain réalisé par Wash Westmoreland sorti en 1997.

## Synopsis
Dans un bar de Louisiane, le barman Tiger voit un de ses amis, Colorado, regretter le départ de son petit ami Billy Joe pour la Californie. Tiger lui donne une vidéo pour qu'il voie quel genre de films tourne Billy. Colorado découvre qu'il tourne des films pornographiques et décide d'aller le retrouver. 
Au même moment, à Houston, un prostitué, Dude, étrangle un riche client et lui vole sa voiture. Tout en conduisant, il repense à une histoire qui le faisait fantasmer, celle de deux prisonniers qui s'étaient évadés ensemble parce qu'ils étaient enchaînés l'un à l'autre.
Dude prend Colorado en stop. Ils sont arrêtés par un policier. Colorado propose à celui-ci de les laisser en échange de ses faveurs. Dude et lui parviennent à s'enfuir. Colorado retrouvera-t-il le cœur de Billy Joe, ou prendra-t-il goût à cette vie d'errance ? 

## Fiche technique
- Titre original : Naked Highway
- Réalisation : Wash Westmoreland (sous le nom de Wash West)
- Scénario : Wash Westmoreland
- Photographie : Wash Westmoreland
- Montage : Dan-O-Rama
- Musique : Bowling Green
- Société de production : B.I.G Video
- Sociétés de distribution : Wolfe Video
- Langues : anglais
- Format : Couleur - 1.33 : 1 - son monophonique
- Genre : Film pornographique
- Durée : 111 minutes
- Dates de sortie : 
  - États-Unis : 1997

## Distribution
- Austin Ashley : Billy Joe (sous le nom d'Austin)
- Jim Buck : Colorado
- Vidkid Timo : Tiger (as Vid Kid Timo)
- Kiki Ann Karion : la dame alcoolisée
- Adam Wolfe : Lungfish (as Adam Wolf)
- Joey Violence : Dude
- Dino DiMarco : l'homme d'affaires (as Dino de Marco)
- Clay Maverick : le prisonnier brun
- Brett Baldwin : le prisonnier blond
- J.T. Sloan : le policier sur l'autoroute
- Troy Halston : Jefferson
- Sam Crockett : Joe
- Price Sanders : Lil' Brother
- Bo Langston : l'employé de magasin
- Debbie Jean Slowen : une cliente
- Ralph McGinnis : un client
- Kurt Young : un body-builder des années 50 (actif)
- David Thompson : un body-builder des années 50  (passif)

## Récompenses
- GayVN Awards 1997 : Prix du meilleur acteur pour Jim Buck, meilleur réalisateur pour Wash Westmoreland, meilleure vidéo gay, meilleur scénario et meilleure photographie[1]
- Grabby Awards 1998 : Prix de la meilleure photographie, du meilleur réalisateur, du meilleur scénario et de la meilleure vidéo pour Wash Westmoreland, prix du meilleur espoir pour Joey Violence[2].

## Autour du film
C'est le dernier des trois films que Wash Westmoreland a tourné avec l'acteur Jim Buck, et celui grâce auquel ce dernier a reçu un prix d'interprétation.
Comme les autres films signés Wash West, Naked Highway montre un grand souci de la réalisation. Le réalisateur a reconnu que des films des années 1970 tels que L.A. Plays Itself et Kansas City Trucking Co. l'ont influencé. Le scénario est particulièrement travaillé afin de ménager du suspense : les deux personnages principaux « n'ont pas de rapport sexuel avant qu'on ne les ait suivis pendant une heure ou presque… pendant laquelle ils ont couché avec d'autres personnages. Cela crée donc [de l'anticipation] dans le public ». Le film a été analysé dans un article du recueil d'études Porn Studies.